# Franco Costa (Maler)
Franco Costa (* 14. August 1934 in Rom; † 4. März 2015 ebenda) war ein italienischer Maler. Darüber hinaus arbeitete er in den 1960er und 1970er Jahren auch gelegentlich als Kostümbildner beim Film.

## Leben
Costa besuchte eine humanistische Jesuitenschule in Rom, lernte Geige und begann mit 17 Jahren in Genf Französisch zu studieren. Dann absolvierte er ein Architekturstudium in Paris, wo er bei Ausflügen in die Provence auch Bekanntschaft mit Pablo Picasso und Henri Matisse machte.
Im Alter von 22 Jahren assistierte er bei seinem Onkel Lúcio Costa in Brasilien, der am Aufbau der neuen Hauptstadt Brasília beteiligt war. In dieser Zeit erwachte sein Interesse für Malerei und schon wenige Jahre später hatte er die ersten Kunstausstellungen in den USA. Ab 1965 arbeitete er mit Modedesignern wie Christian Dior, Pino Lancetti und Valentino zusammen, für die er Textildesigns entwarf. Kurze Zeit später arbeitete er selbst als Kostümbildner bei Federico Fellini in Rom und bei Stanley Kubrick in den USA für den Film A Clockwork Orange.
Ab Mitte der siebziger Jahre folgen zahlreiche Ausstellungen in Südamerika und Europa, hier vor allem in Schweden, wo 1978 auch die Stiftung Light of Sweden gegründet wurde, die sich unter anderem für hungernde Kinder in der ganzen Welt einsetzt und für die Franco Costa bis zu 10 % seiner Einnahmen spendete und auch andere Menschen zum Spenden motivierte.
1980 war er offizieller Künstler des America’s Cup, was seinen Weg als Maler für andere Sportveranstaltungen bereitete. So gelangte er 1988 über Umwege nach Kiel, wo er als offizieller Künstler des Baltic Match Race vertreten war und für seine Bilder positive Kritiken erhielt. Dies führte zu einer langjährigen Freundschaft mit der schleswig-holsteinischen Landeshauptstadt.
Anlässlich der 50-Jahr-Gedenkfeiern des Holocaust und des Gedenkkonzertes von Gilbert Levine in Rom erschuf Costa 1994 das Gemälde Never more Holocaust, das er Papst Johannes Paul II. als Geschenk überreichte. Anlässlich der 100-Jahr-Feier des Nord-Ostsee-Kanals schuf er 1995 mehrere Gemälde, die in ganz Nordeuropa ausgestellt wurden, unter anderem in der Villa Harvey Dräger in Hamburg.
Auch in die Unterstützung junger Künstler hat Franco Costa sowohl Zeit als auch Geld investiert. 1997 gründete er seine dafür vorgesehene Stiftung Usedom feeling.
Inzwischen ist ein Großteil seines Werkes im Stadtmuseum im niederländischen Scheveningen als Dauerausstellung zu sehen.

## Wichtige Werke
- 1980 Tack on the wave
- 1990 Stars & Stripes (Dennis Conners America’s Cup Siegerjacht, 1987)
- 1994 Never more Holocaust
- 1996 Food for all für die Welternährungsorganisation
- 2005 New York, New York
- 2006 I LOVE KIEL
- 2010  Projekt Rhein 2010